# Gary L. Francione
Gary Lawrence Francione (nascido nos Estados Unidos em 1954) é um acadêmico (scholar) de Direito. Ele tem os importantes títulos acadêmicos de Distinguished Professor de Direito e Nicholas deB. Katzenbach Scholar de Direito e Filosofia da Rutgers School of Law-Newark.
Francione é conhecido por seu trabalho sobre a teoria dos direitos animais e foi o primeiro acadêmico a lecionar esse tema em uma faculdade de Direito americana. Seu trabalho tem se concentrado em três questões: (1) a condição de propriedade dos animais, (2) as diferenças entre os direitos animais e o bem-estar animal e (3) uma teoria de direitos animais baseada somente na senciência, e não em alguma característica específica.
Francione é um pioneiro da teoria de direitos animais abolicionista; ele argumenta que as regulamentações do bem-estar animal são inválidas tanto em termos teóricos quanto práticos, servindo apenas para prolongar a condição dos animais como propriedade, ao fazerem o público se sentir à vontade quanto a usar animais. Ele afirma que os animais não-humanos requerem apenas um direito: o direito a não ser considerado propriedade; e que a base moral da abordagem abolicionista é o veganismo, a rejeição ao uso de todos os produtos de origem animal. Ele aceita os princípios do Jainismo e, particularmente, a doutrina jainista da não-violência ou Ainsa (Ahimsa), ligando-a ao veganismo e aos direitos animais.
Francione é autor de: Animals as Persons: Essays on the Abolition of Animal Exploitation (2008); Introduction to Animal Rights: Your Child or the Dog? (2000); Animals, Property, and the Law (1995); Rain Without Thunder: The Ideology of the Animal Rights Movement (1996); e, junto com Anna E. Charlton, Vivisection and Dissection in the Classroom: A Guide to Conscientious Objection (1992). Ele também escreveu ensaios sobre direitos autorais, direito de patentes, e Direito e Ciência.

## Formação
Francione formou-se bacharel em Filosofia pela University of Rochester, onde ganhou a bolsa Phi Beta Kappa O'Hearn, que lhe permitiu fazer pós-graduação em Filosofia no Reino Unido. Na University of Virginia, completou seu mestrado em Filosofia e, posteriormente, fez uma graduação em Direito (pois o ensino jurídico nos EUA se dá em nível de pós-graduação, sendo o título Juris Doctor - J.D. - nos EUA um equivalente à graduação em Direito em outros países), e ali foi editor de artigos da publicação Virginia Law Review. Depois de completar seus estudos, Francione foi o principal assistente jurídico do juiz Albert Tate Jr., na Corte Americana de Apelações para o Quinto Circuito, e da juíza Sandra Day O'Connor, da Suprema Corte dos Estados Unidos.
Após praticar Direito na firma Cravath, Swaine & Moore em New York, ele passou a lecionar na University of Pennsylvania Law School em 1984, tornando-se professor efetivo em 1987. Começou a lecionar teoria de direitos animais como parte de seu curso de Jurisprudência em 1985. Em 1989, passou a ser professor da Rutgers e, em 1990, juntamente com sua colega Anna E. Charlton, iniciou o Rutgers Animal Rights Law Project, no qual os alunos de Direito ganhavam crédito acadêmico por trabalharem em casos reais envolvendo animais. Francione e Charlton fecharam esse serviço no ano 2000, mas continuam a dar cursos relacionados a teoria de direitos animais, animais e Direito, e direitos humanos e direitos animais. Francione também leciona Direito Penal, Processo Penal e Filosofia Legal.

## Teoria dos direitos animais

### A condição de propriedade dos animais
Em seu livro Animals, Property, and the Law (1995), Francione argumenta que, devido ao fato de os animais serem propriedade dos humanos, as leis que supostamente exigem que se dê um tratamento "humanitário" aos animais, e que supostamente proíbem que lhes sejam causados danos "desnecessários", não oferecem nenhuma proteção significativa aos seus interesses. Em geral, essas leis e regulamentações exigem apenas que os animais recebam aquele nível de proteção que seu uso como propriedade dos humanos requer. Os animais somente têm valor como mercadorias, e seus interesses não têm importância no sentido moral. O resultado disso é que, a despeito de termos leis que supostamente protegem os animais, Francione argumenta que nós tratamos os animais de uma maneira que seria considerada tortura, se os envolvidos fossem seres humanos. Por fim, Francione declara que nós poderíamos proporcionar mais proteção aos animais mesmo se eles continuassem sendo nossa propriedade, mas que há forças legais, sociais e econômicas que militam vigorosamente contra reconhecer os interesses dos animais a menos que haja um benefício econômico para os humanos.

### Comparação entre direitos animais e bem-estar animal
Em seu livro Rain Without Thunder: The Ideology of the Animal Rights Movement (1996), Francione argumenta que há importantes diferenças teóricas e práticas entre os direitos animais, os quais, ele afirma, requerem a abolição da exploração animal, e o bem-estar animal, que busca regulamentar a exploração para torná-la mais "bondosa" para os animais, isto é, mais "humanitária". Francione afirma que a diferença teórica entre essas duas abordagens é óbvia. A postura abolicionista é a de que nós não podemos justificar o fato de usarmos animais não-humanos, por mais "humanitário" ou "bondoso" que seja nosso modo de tratá-los; a postura a favor das regulamentações é a de que o uso de animais é justificável e somente as questões ligadas ao tratamento é que são relevantes.
Francione chama de "novos bem-estaristas" (ou "neobem-estaristas") aqueles que dizem apoiar os direitos animais, mas que apoiam as regulamentações do bem-estar animal e as consideram o principal meio de conseguir o reconhecimento incremental (ou gradual) do valor inerente dos animais não-humanos. Ele argumenta que não há nenhuma sustentação factual para esta postura porque as regulamentações raramente (ou nunca) vão além de tratar os animais como mercadorias com valor apenas extrínseco, e também porque a percepção de que a regulamentação torna o tratamento dos animais mais "humanitário" pode muito bem facilitar a continuação e o aumento da exploração, ao fazer o público se sentir mais à vontade quanto a consumir produtos de origem animal.
Um princípio central da filosofia de Francione é que a mais importante forma de operar uma mudança incremental, dentro do quadro abolicionista, é o veganismo. Francione também já vem argumentando, há muito tempo, que o movimento pelos direitos animais é a extensão lógica do movimento pela paz e deve abraçar uma abordagem não-violenta. Ele sustenta que um movimento vegano/abolicionista é verdadeiramente radical e que a violência é reacionária.

### A relevância da senciência
Em seu livro Introduction to Animal Rights: Your Child or the Dog? (2000), Francione argumenta que uma teoria da abolição não deve requerer que os animais tenham qualquer característica cognitiva, além da senciência, para ser membros integrais da comunidade moral e titulares do direito básico, pré-legal, a não ser propriedade dos humanos. Ele rejeita a postura de que os animais deveriam ter características cognitivas semelhantes às dos humanos, tais como a consciência de si reflexiva, a habilidade da linguagem ou a autonomia de preferência, a fim de ter o direito a não ser usados como recursos dos humanos. Francione chega a esse direito a partir do princípio da igual consideração, pois, ele afirma, se os animais são propriedade, seus interesses nunca podem receber igual consideração.
Como parte dessa discussão, Francione identifica aquilo que ele chama de nossa "esquizofrenia moral", quando se trata de animais não-humanos. Por um lado, dizemos que levamos os interesses dos animais a sério. Francione aponta para o fato de que muitos de nós vivemos com companheiros não-humanos, os quais consideramos membros de nossas famílias, e de cuja personalidade — sua condição de pessoas ou de seres com valor moral intrínseco — nunca duvidamos. Por outro lado, devido ao fato de os animais serem propriedade, eles permanecem sendo coisas que não têm outro valor fora aquele que escolhemos lhes dar, e cujos interesses protegemos apenas quando fazer isso nos traz um benefício — geralmente econômico. De acordo com Francione, se for para os animais terem importância moral e não serem coisas, nós não podemos tratá-los como propriedade.

### O movimento pelos direitos animais
A postura de Francione difere significativamente da postura de Peter Singer, autor do livro Animal Liberation (1975). Singer, que é utilitarista, rejeita os direitos morais de um modo geral e considera a senciência suficiente para se ter status moral. Singer afirma que alguns animais não ligam se os matamos e os usamos para nossos propósitos, mas só ligam para o modo como os tratamos quando os usamos e matamos. Portanto, o uso, em si, do animal, não suscita um problema moral para Singer. No modo de ver de Francione, o fato de um ser ter senciência significa, necessariamente, que o ser tem interesse em continuar a existir, e Francione rejeita o ponto de vista de que os animais não se interessam se os usamos mas têm interesse somente em como os usamos.
A abordagem de Francione também difere da abordagem de Tom Regan, autor do livro The Case for Animal Rights (1983). Regan propõe uma teoria abolicionista, mas a restringe aos animais que têm características cognitivas que vão além da simples senciência. Além do mais, embora Regan sustente que não existe nenhum modo aceitável de distinguir entre humanos e animais para o propósito de tratar os animais exclusivamente como meios para os fins dos humanos, ele afirma que a morte é sempre um dano maior para os humanos do que para os não-humanos. De acordo com Francione, embora Regan se distancie da postura de Singer, esse aspecto de sua teoria está desconfortavelmente próximo à visão de Singer de que a morte, em si, não é um dano para a maioria dos animais não-humanos. Se Regan estiver correto, então há uma distinção qualitativa entre os humanos e os animais que pode servir como um modo de distinguir entre eles, para propósitos morais. Francione sustenta que Regan, assim como Singer, está errado a esse respeito. Francione argumenta que talvez não entendamos o que a morte significa para um animal não-humano, mas isso é uma questão de limitação epistemológica nossa. A nossa incapacidade de entender qual o significado da morte para os animais não-humanos não quer dizer que um não-humano senciente não tenha interesse em continuar existindo.
A teoria dos direitos animais de Francione, particularmente suas ideias sobre o bem-estar animal, é criticada por alguns setores do movimento de proteção animal, que argumentam que o bem-estar animal proporciona, sim, uma proteção significativa aos interesses dos não-humanos. Além disso, muitas pessoas no interior da comunidade da proteção animal afirmam que certos animais, tais como os grandes símios ou os golfinhos, deveriam receber uma proteção maior, tendo por base somente sua semelhança cognitiva com os humanos -a assim chamada "postura das mentes semelhantes"- uma posição a que Francione se opôs:
"Eu certamente concordo que seja errado usar os grandes símios não-humanos na pesquisa ou em circos, ou confiná-los em zoológicos, ou usá-los para qualquer outro propósito. Mas eu rejeito a postura, que chamo de "postura das mentes semelhantes", que vincula o status moral dos animais não-humanos à sua posse de características cognitivas parecidas com as dos humanos. A exploração dos grandes símios não-humanos é imoral pela mesma razão que é imoral explorar as centenas de milhões de camundongos e ratos que são explorados rotineiramente em laboratórios, ou os bilhões de não-humanos que matamos e comemos: os grandes símios não-humanos e todos esses outros não-humanos são, como nós, sencientes. Eles são conscientes, têm consciência subjetiva; têm interesses; são capazes de sofrer. Nenhum outra característica, fora a senciência, é exigida para se ser uma pessoa".